# Nghĩa Hưng, Chư Păh
Nghĩa Hưng là một xã thuộc huyện Chư Păh, tỉnh Gia Lai, Việt Nam.
Xã Nghĩa Hưng có diện tích 40 km², dân số năm 2020 là 9.412 người, mật độ dân số đạt 235 người/km².